# ブラジル日報
ブラジル日報（ブラジルにっぽう、ポルトガル語: Diário BrasilNippou）は、日本語で発行されているブラジルの邦字新聞。2022年1月に創刊。

## 概要
ブラジルの非営利団体「ブラジル日報協会」が発刊する邦字新聞。週5回刊行の日刊紙。姉妹紙にポルトガル語新聞「Jornal Nippon Já」がある。発行部数は公称1万部。
編集方針は下記の通り
1. ブラジル日系社会のオピニオンリーダー
2. 日本移民の歴史、在日ブラジル人の業績の積極的な掘り起こし
3. 日系後続世代に対する日本文化の継承と啓蒙
4. 日本語教育への協力
5. 日系社会に起きている様々な現象に対して深い分析
6. 日伯間において最も注目されるデカセギ現象を定点観測
7. 日本やブラジル、双方向への情報発信を強化

## 紙面構成
全8面構成。1面にブラジル社会ニュース、2面に日系社会ニュースを掲載。3～8面には読者投稿コーナー「読者の声」や俳句・短歌コーナー「ぶらじる俳壇・歌壇」、南米在住者による現地レポートなどの特別寄稿、共同通信社配信記事などが掲載されている。

## イベント事業
第65回プレミオパウリスタ。「プレミオパウリスタ」はパウリスタ新聞が1956年、勝ち負け抗争によって分断状態にあった日系社会の融和を図り、同紙創刊10周年記念事業として開始した顕彰事業。当時は「農民賞」「文学賞」「スポーツ賞」の3部門を対象に、日系社会の各分野の発展に貢献した人物を表彰した。パウリスタ新聞廃刊後は後継のニッケイ新聞社が同事業を継承。ニッケイ新聞廃刊に伴い、2022年からブラジル日報協会が主催を務めることとなった。